# Martina Althoff
Martina Althoff (geboren 1962) ist eine deutsche Soziologin und Kriminologin. Sie ist Professorin (Asscociate Professor) für Kriminologie an der Reichsuniversität Groningen.

## Leben
Nach dem Studium der Soziologie an der Universität Münster, das Martina Althoff 1988 mit dem Magister Artium abschloss, studierte sie Kriminologie an der Universität Hamburg (1990 Abschluss als Diplom-Kriminologin). 1997 wurde sie an der Universität Bremen mit einer Arbeit über „die soziale Konstruktion von Fremdenfeindlichkeit“ promoviert. Zu ihren Forschungsschwerpunkten zählen einerseits die sozialen Reaktionen auf Gewaltkriminalität, zum anderen Zusammenhänge zwischen Gewalt und Gender. Frau Althoff ist Sprecherin der Sektion Genderperspektiven in der Kriminologie innerhalb der Gesellschaft für interdisziplinäre wissenschaftliche Kriminologie.

## Veröffentlichungen (Auswahl)
- mit Monika Leppelt: Kriminalität – eine diskursive Praxis: Foucaults Anstösse für eine kritische Kriminologie, Hamburg 1995.
- Die soziale Konstruktion von Fremdenfeindlichkeit, Wiesbaden 1998 (Dissertation)
- mit Mechthild Bereswill und Birgit Riegraf: Feministische Methodologien und Methoden: Traditionen, Konzepte, Erörterungen, Opladen 2001 (2. Auflage Wiesbaden 2017)